# Bronchospasme

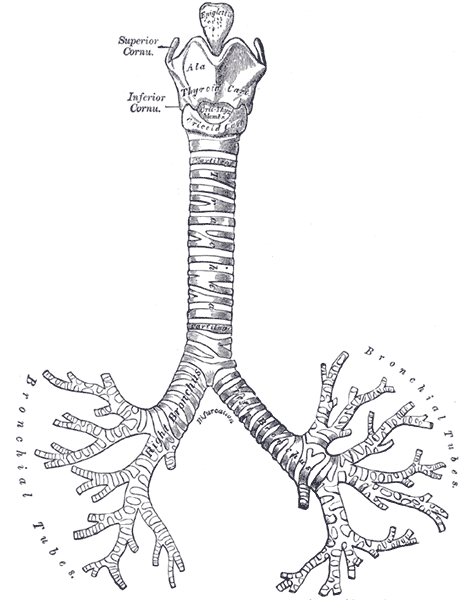
Vue de face des cartilages du larynx, de la trachée et des bronches.

Le bronchospasme est une contraction involontaire et surtout brusque des muscles lisses des bronches distales, survenant principalement chez les asthmatiques. Ce bronchospasme conduit à des difficultés respiratoires ou dyspnée, d’intensité variable en fonction de l’intensité du spasme et de sa durée. Un sifflement peut être audible lors de la respiration et des sibilances perçues à l’auscultation.